# Sabri Koçi
Sabri Koçi (ur. 14 maja 1921 w Orenjë, zm. 18 czerwca 2004 w Tiranie) – albański duchowny muzułmański, Wielki Mufti Albanii w latach 1991–2004.

## Życiorys
Pochodził z ubogiej rodziny. W latach 30. był muezzinem w jednym z meczetów.
W 1966 roku został aresztowany pod fałszywym zarzutem sabotażu ekonomicznego oraz zdrady państwa oraz skazany na 22 lata pozbawienia wolności oraz na przymusową pracę w kopalni. Jego rodzina także była represjonowana przez władze komunistyczne, które skonfiskowały dom, żonę zmuszono do pracy w rolnictwie, a dzieciom zakazano uczęszczania do szkoły. Wyszedł na wolność w 1986 roku, po 20 latach i 4 miesięcy odbywania wyroku. W 1991 roku został wybrany na Wielkiego Muftiego Albanii , pełnił tę funkcję do swojej śmierci. Jego następcą został Selim Muça.

## Życie prywatne
Jego ojciec pracował w Grecji, zmarł w 1922 roku.
Miał sześcioro dzieci.